# Project I.G.I.: I'm Going In
Project I.G.I.: I'm Going In és un videojoc del tipus shooter en primera persona i tàctic desenvolupat per Innerloop Studios i lliurat el 15 de desembre de 2000 per Eidos Interactive. És un dels primers videojocs que tenen situacions de combat tàctic i armes reals. Amb el lliurament el joc rebé crítiques divergents mixed reviews degut a una sèrie de deficiències, a una I.A. mal programada, l'absència de l'opció de guardar el joc a mitja pantalla, i la manca d'opcions multijugadors. No obstant fou lloat pel seu magnífic disseny sonor o els seus gràfics, en part gràcies al seu ús d'una propietat de motor de joc que es feia servir anteriorment en Innerloop's Joint Strike Fighter.
Li seguí el 2003 la continuació: I.G.I.-2: Covert Strike.